# John Dunstable
John Dunstable ou Dunstaple (Dunstable, Bedfordshire, 1390 — Londres, 24 de dezembro de 1453) foi um dos primeiros grandes músicos e compositores ingleses (século XV), que provavelmente escreveu o primeiro acompanhamento instrumental para a música da igreja.

## Biografia
Nascido numa data que pode estar entre os anos de 1370 a 1400, o mais provável que seja por volta de 1390, pouco se sabe sobre sua vida. Além de músico, foi  matemático e astrônomo. Dunstable esteve a serviço do duque de Bedford entre 1422 e 1435, durante sua regência sobre a França, morando lá por muitos anos. Há controvérsias ser ele ou não John Dustavylle, relacionado à Catedral de Hereford entre 1419 a 1440. Serviu ainda Joana de Navarra, segunda mulher de Henrique IV. John Dunstable morreu no dia 24 de dezembro de 1453.

## Obra
Dunstable é o responsável pela renovação harmônica da música medieval, ao empregar sistematicamente tríades com terceiras e sextas no tratamento polifônico de suas obras. Este estilo, também conhecido como o falso bordão inglês, seria o prenúncio da riqueza melódica presente em todo o Renascimento. Apesar da sua música carregar características medievais, como o isorritmo e textos diferentes nas vozes, Dunstable é considerado o primeiro compositor renascentista. Dunstable foi também o primeiro compositor que se conhece que teve a preocupação de preparar as dissonâncias, isto é, a música era conduzida até elas, não eram mais uma ocorrência aleatória. Foi muito admirado pelos seus contemporâneos pelo efeito ininterruptamente harmonioso de sua escrita, pelo domínio magistral do contraponto e pela beleza da linha melódica. Quase tudo o que sobrevive de sua obra é música sacra. Durante as décadas de 1420 e 1430 ele foi a figura dominante da música europeia, responsável pela colocação da Inglaterra na vanguarda da evolução das formas, e continuou sendo um mestre venerado até sua morte. Foi a principal influência de músicos como Leonel Power, seu contemporâneo, com quem divide os créditos pela primeira missa feita baseadas em apenas um cantus firmus, o que lhe dava um caráter cíclico, ligando toda a obra, Guillaume Dufay e Gilles Binchois, posteriores a ele.
Entre suas obras estão missas, motetos e chansons. Apesar de várias obras suas em italiano, é incerta sua autoria sobre a música Rosa bela, um dos mais belos exemplos do período.